# Champagne-Vigny
Champagne-Vigny település Franciaországban, Charente megyében. Lakosainak száma 235 fő (2022. január 1.). Champagne-Vigny Bécheresse, Plassac-Rouffiac, Coteaux-du-Blanzacais és Val des Vignes községekkel határos.

## Népesség
A település népessége az elmúlt években az alábbi módon változott:
| Lakosok száma | 197  | 199  | 193  | 197  | 265  | 254  | 247  | 244  | 241  | 235  |
|               | 1968 | 1982 | 1990 | 2006 | 2013 | 2015 | 2017 | 2019 | 2020 | 2022 |